# Xã Mendon, Michigan
Xã Mendon (tiếng Anh: Mendon Township) là một xã thuộc quận St. Joseph, tiểu bang Michigan, Hoa Kỳ. Năm 2010, dân số của xã này là 2.719 người.